# Chimmesyan
Chimmesyan je porodica sjevernoameričkih indijanskih jezika koji su se govorili, a i danas se govore u područjima oko rijeka Skeena i Nass u Britanskoj Kolumbiji, te (danas) i na otoku Annette u Aljaski. Porodica je dobila ime po Indijancima Chimmesyan ili Tsimshian, ostali članovi su Niska i Gitksan ili Kitksan. -Prodica Chimmesyan obuhvaćena je Velikom porodicom Penutian.

## Jezici
- gitxsan [git], nisga’a [ncg], tsimshian [tsi]; Kanada i Aljaska[1]

## Vanjske poveznice
- Ethnologue (14th)
- Ethnologue (15th)
- Chimmesyan Family